# Iglesia de San Sebastián (Sommariva del Bosco)
La iglesia de San Sebastiano o del cantón sur llamado "de San Sebastiàn", situada en Vía Vittorio Emanuele, en la esquina de la plaza que la tradición popular dedica al mismo santo, es una de las más pequeñas pero también una de las más interesantes. iglesias de Sommariva del Bosco. De hecho, puede presumir de una pureza y una coherencia estilísticas, según los cánones de un barroco ya consolidado, difíciles de encontrar salvo en edificios de primordial importancia. Quizás por ello se atribuye (pero ninguna documentación lo confirma) al célebre arquitecto doglianés Francesco Gallo. Sin embargo, se puede detectar una notable asonancia de formas entre nuestra pequeña iglesia y sus grandiosas obras como la iglesia de la Trinità en Fossano o la de Santa María en Cuneo.

## Historia
Su construcción, casi con certeza sobre los restos de un pilón preexistente erigido durante la peste de 1630, se remonta a principios del siglo XVIII. 

## Descripción
Particularmente interesante es el exterior donde los elegantes volúmenes, realzados por pilastras y cornisas y por el hábil uso del ladrillo visto, rematan en la bella linterna que completa la cúpula y constituye el elemento central de todo el edificio. La iglesia y el campanario adyacente, de forma robusta pero embellecidos por la mesurada alternancia de líneas rectas y curvas, en su sólida elegancia parecen constituir un baluarte, erigiéndose casi para proteger el área urbanizada detrás de ella y el acceso sur a la aldea. Finalmente, destaca la puerta principal, realizada en madera finamente tallada con motivos geométricos y florales.  El interior llama la atención por su intensa luminosidad. De hecho, entre los arcos que sostienen la cúpula se abren grandes ventanales. La planta es de una sola nave con robustos pilones refinados por pilastras y capiteles corintios. Los elementos arquitectónicos, sencillos y discretos en los relieves, todos de estuco, se enriquecen con una intensa decoración pictórica que crea un fuerte contraste con el exterior, típico del gusto de la época barroca. El espléndido púlpito de madera, que lleva en el frontón la fecha de 1608 y que fue trasladado aquí desde otra iglesia, representa quizás el componente más valioso de toda la construcción. Destaca también el escenario de madera colocado encima de la entrada que funciona como coro; Obsérvese la composición mixta entre paneles frontales homogéneos, quizás obtenidos de otros muebles, y las adiciones a los elementos de conexión.

Al lado del altar, sobre el pilar izquierdo, un óleo que representa al Buen Pastor, obra de finales del siglo XIX de Luigi Morgari, autor de importantes frescos de la iglesia parroquial. En la pared del lavabo del ábside hay un gran lienzo con el martirio de San Sebastián, la Virgen y San Rocco atribuido a Giovanni Maria Borri de Sommarive.
Destaca también la linterna colocada en la cúpula, en el punto más alto de la iglesia. Aún hoy, el día de la "fiesta del cantón", los habitantes del cantón organizan una jornada de diversión y por la noche encienden una gran hoguera para saludar al invierno; Cuenta la tradición popular que los jóvenes habitantes del cantón de San Sebastiano, una vez apagado el fuego, saltan sobre las cenizas calientes de la hoguera para demostrar su valentía.